# 斯韋爾茲納湖
斯韋爾茲納湖（白俄羅斯語：Сверзна）是白俄羅斯的湖泊，位於烏沙奇西南23公里，由維捷布斯克州負責管轄，長1.7公里、寬0.35公里，面積0.38平方公里，集水區面積10平方公里，湖岸線長度4.48公里，最大水深10.1米。